# Керкира Керкирская
Святая Керкира Керкирская (ум. ок. 63 года, остров Керкира, Греция, на то время Римская империя) — святая мученица, дева, дочь римского правителя острова Керкира Керкиллина, обращенная апостолами Иасоном и Сосипатром.

## Жизнеописание
Первая христианская мученица с острова Корфу, принявшая смерть за веру. Предположительно, первая христианская мученица, имевшая царскую кровь. Приняла христианство во время нахождения на острове апостолов Иасона и Сосипатра, видя мученическую смерть первых обращённых апостолами людей — семерых преступников, сидевших с ними в тюрьме, а также тюремного сторожа.
Была убита по приказу собственного отца, правителя Керкиллина, который отдал её на расправу своему префекту Карпиану. Брошенная в заключение, выжила, обратив в христианскую веру жестокого разбойника и блудника Мурина, у которого было задание мучить и обесчестить её в наказание, и так осталась невредима. Керкиллин далее приказал поджечь тюрьму, в которой её содержали после отказа отречься от христианской веры, но святая девица осталась жива и невридима среди огня. Тогда по приказу её отца она была повешена на дереве вниз головой, удушена дымом разведённого под ней костра и расстреляна стрелами.
Память в Православной церкви совершается 28 апреля (11 мая).